# موسيقى باروكية

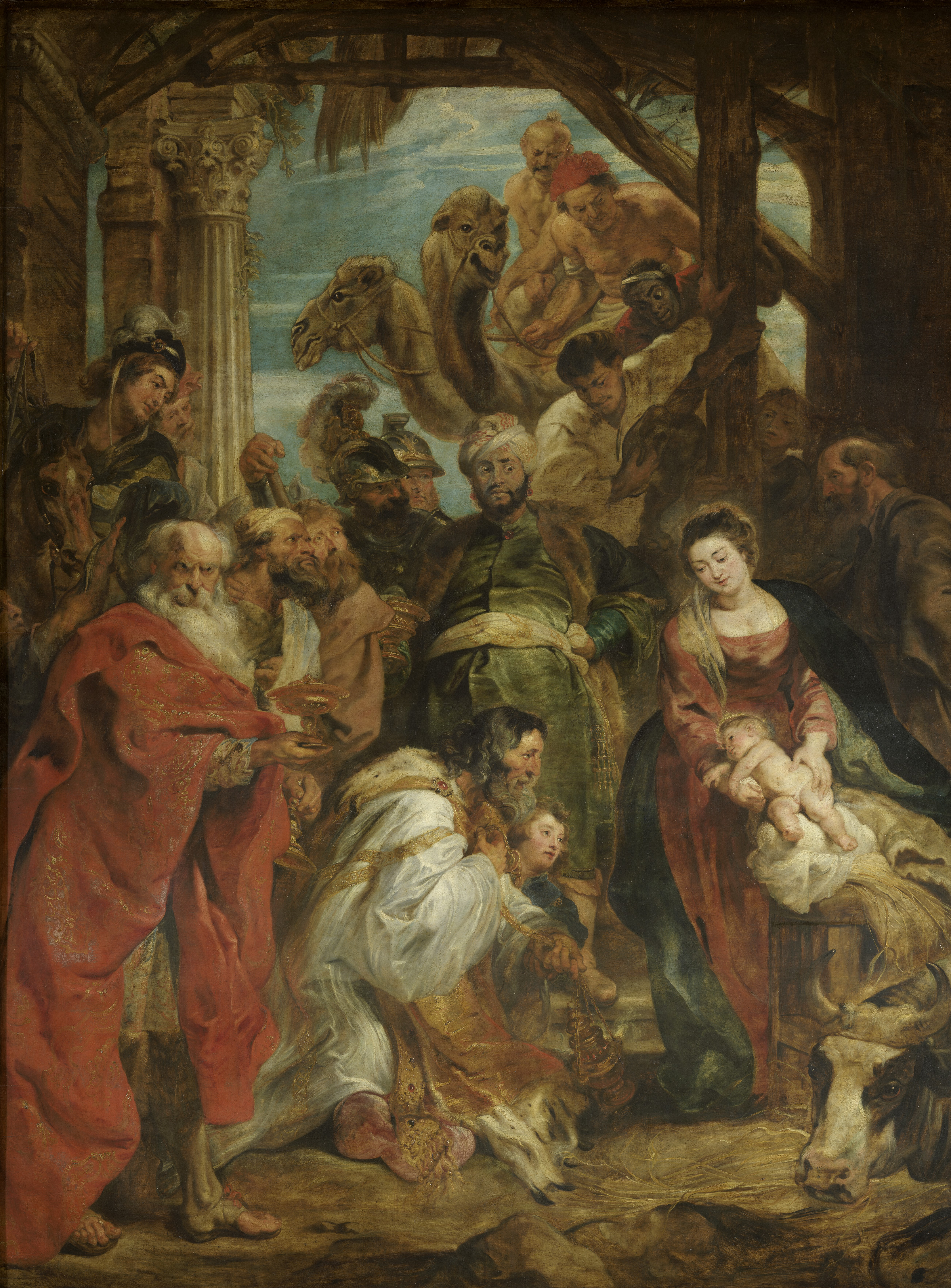
Adoration بيتر بول روبنس

الأسلوب الباروكي مصطلح يطلق على أشكال كثيرة من الفن الذي ساد غربي أوروبا وأمريكا اللاتينية. والعصر الباروكي بشكل عام هو الفترة الممتدة من أواخر القرن السادس عشر وحتى أوائل القرن الثامن عشر في تاريخ أوروبا.
باروك هو اصطلاح مستعمل في فن العمارة والتصوير معناه الحرفي شكل غريب، غير متناسق، معوج. وقد ظهر هذا الفن أول مرة في روما في السنوات الأخيرة من القرن السادس عشر الميلادي. ويتميز الأسلوب الباروكي بالضخامة ويمتلئ بالتفاصيل المثيرة. وفي القرن الثامن عشر تطور الفن الباروكي إلى أسلوب أكثر سلاسة وخصوصية ويسمى بفن الروكوكو. وكان فنانو الباروك يغرمون بالجانب الحسى للاشياء ويعتنون في وصفها بتفصيل وتنميق وكانت إيطاليا وعاصمتها روما في القرن السابع عشر هي المركز الرئيسى للنشاط الفنى الكبير كما كانت أهم مصدر للفنون في أوروبا.

## أصل  التسمية

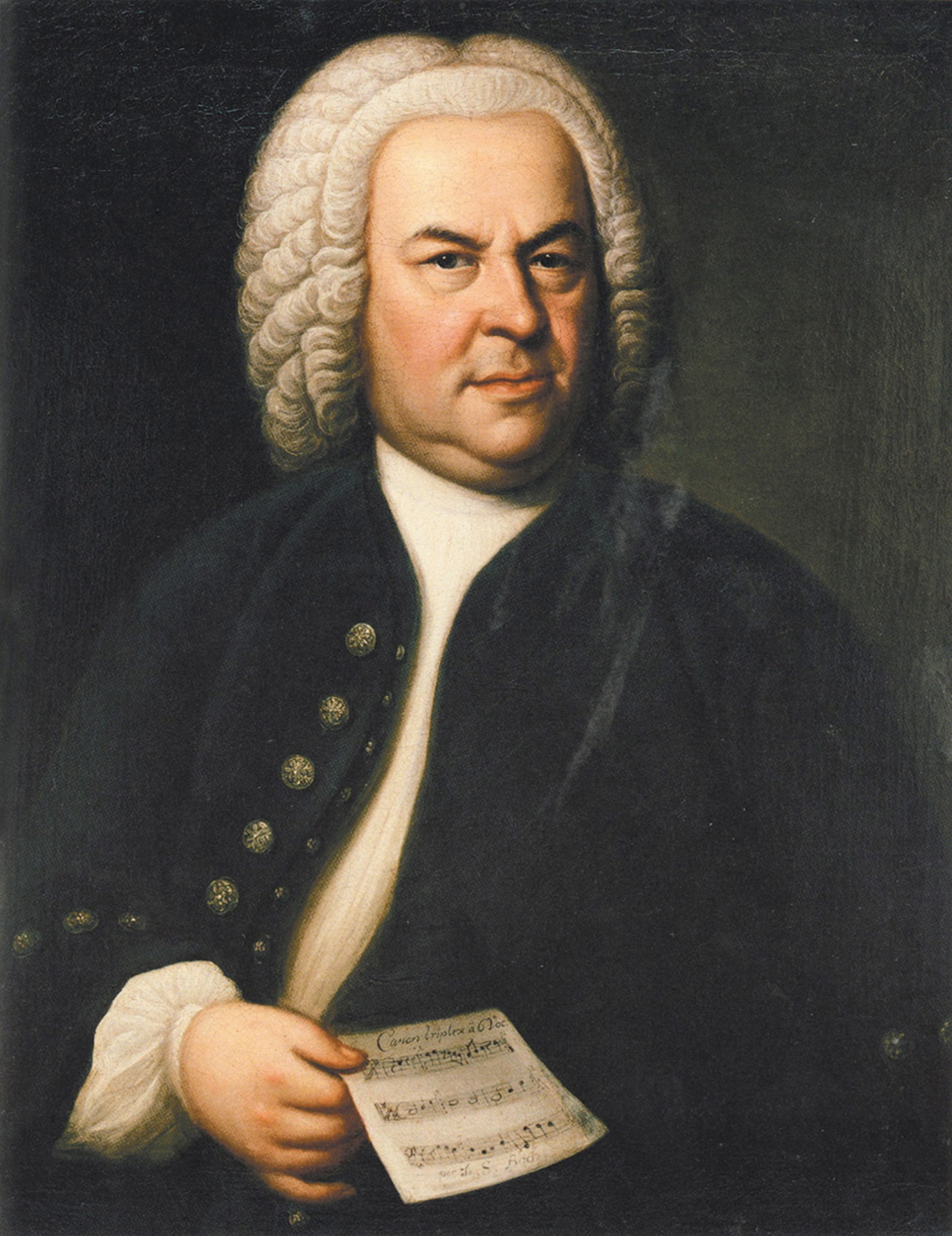
يوهان سباستيان باخ (1748)

يستخدم المؤرخون الموسيقيون مصطلح «باروك» عمومًا لوصف طيف واسع من الأنماط من منطقة جغرافية كبيرة معظمها في أوروبا. تشكّل المصطلح عبر فترة زمنية تبلغ نحو مئة وخمسين عامًا. على الرغم من أن هذه الكلمة قد استُخدمت وقتَا طويلَا بمعناها الأساسي في فن العمارة، فإنها في الواقع قد استخدمت قبل ذاك الحين في الموسيقى، في مراجعة ساخرة مجهولة للعرض الأول لعمل هيبوليت وآريسي للمؤلف الموسيقي رامو في أكتوبر عام 1733، الذي طُبع في عُطارد فرنسا في مايو عام 1734. جاء في مضمون النقد أن حداثة هذه الأوبرا كانت «من الباروك» وأن الموسيقى تفتقر إلى اللحن المتماسك وأنها مليئة بالتنافر الموسيقى المستمر، بالإضافة إلى التغير المستمر في المقام والوزن الموسيقي والانتقال المستعجل في كل نغمة انتقالية. كتب جان جاك روسو، الذي كان موسيقيًا ومؤلفًا موسيقيًا بالإضافة إلى كونه فيلسوفًا، في عام 1768 في إنسيكلوبيدي: «في موسيقى الباروك، يتشوش التناغم وتسوده التعديلات وحالات التنافر الموسيقي». يكون الغناء مزعجًا وغير طبيعي وفيه نبرة صعبة مع تقييد في الحركة. يبدو أن المصطلح مشتق من كلمة «باروكو» التي يستخدمها علماء المنطق. أشار روسو إلى المصطلح الفلسفي باروكو المستخدم منذ القرن الثالث عشر لوصف أحد أنواع الحجج الأكاديمية المتقنة التي قد يعتبرها البعض معقدة أكثر من اللازم.
يُعتبر تطبيق المؤرخين المنهجي لمصطلح «باروك» في موسيقى هذه الفترة من التطويرات الحديثة نسبيًا. في عام 1919، كان كورت ساكس أول من يطبق السمات الخمسة لنظرية هاينريش وولفلين عن الباروك بطريقة منهجية في الموسيقى. على أي حال، سُرعان ما شكك النقاد في محاولة نقل فئات وولفلبن إلى الموسيقى، وفي محاولات الاستقلال التي قام بها مانفريد بوكوفزر (في ألمانيا وفي أميركا بعد هجرته) في الربع الثاني من القرن العشرين ومن قبل سوزان كليركس لوجون (في بلجيكا) لاستخدام التحليل التقني المستقل بدلًا من التجريدات المقارنة لتفادي تعديل النظريات بالاعتماد على الفنون التشكيلية والأدب للموسيقى. أثمرت هذه الجهود بخلافٍ كبير حيال حدود هذه الفترة وعلى وجه الخصوص بما يتعلق بزمن بدايتها. شاع المصطلح في الإنجليزية فقط في أربعينيات القرن العشرين من خلال كتابات بوكوفزر وباول هنري لانغ.

في أواخر عام 1960، كان هناك نزاع كبير في حلقات أكاديمية -على وجه الخصوص في فرنسا وبريطانيا- بشأن ما إذا كان من المجدي تجميع الموسيقى المتنوعة مثل موسيقى جاكوبو بيري ودومينيكو سكارلاتي ويوهان سباستيان باخ تحت عنوان واحد. على أي حال، شاع استخدام هذا المصطلح على نطاق شاسع وقُبل في هذا الطيف الواسع من الموسيقى. قد يكون من المجدي تمييز الباروك عن فترات التاريخ الموسيقي السابقة (في عصر النهضة) واللاحقة (الكلاسيكية).

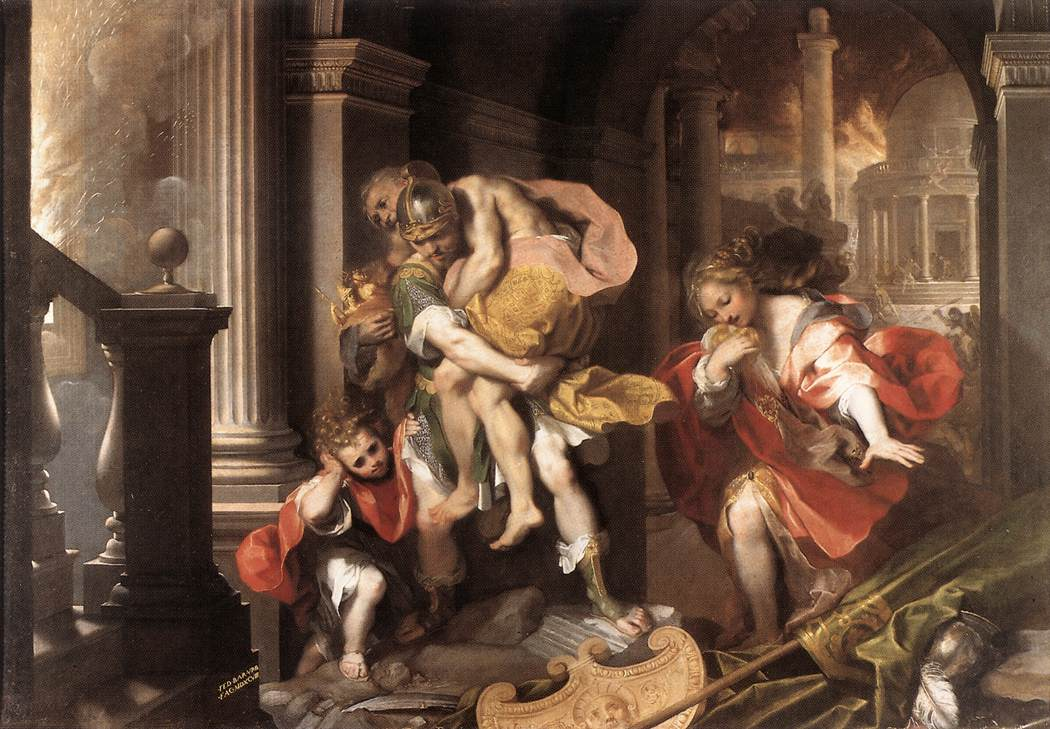
لوحة Aeneas flees burning Troy فريدريك بوريك، 1598

## تاريخيًا

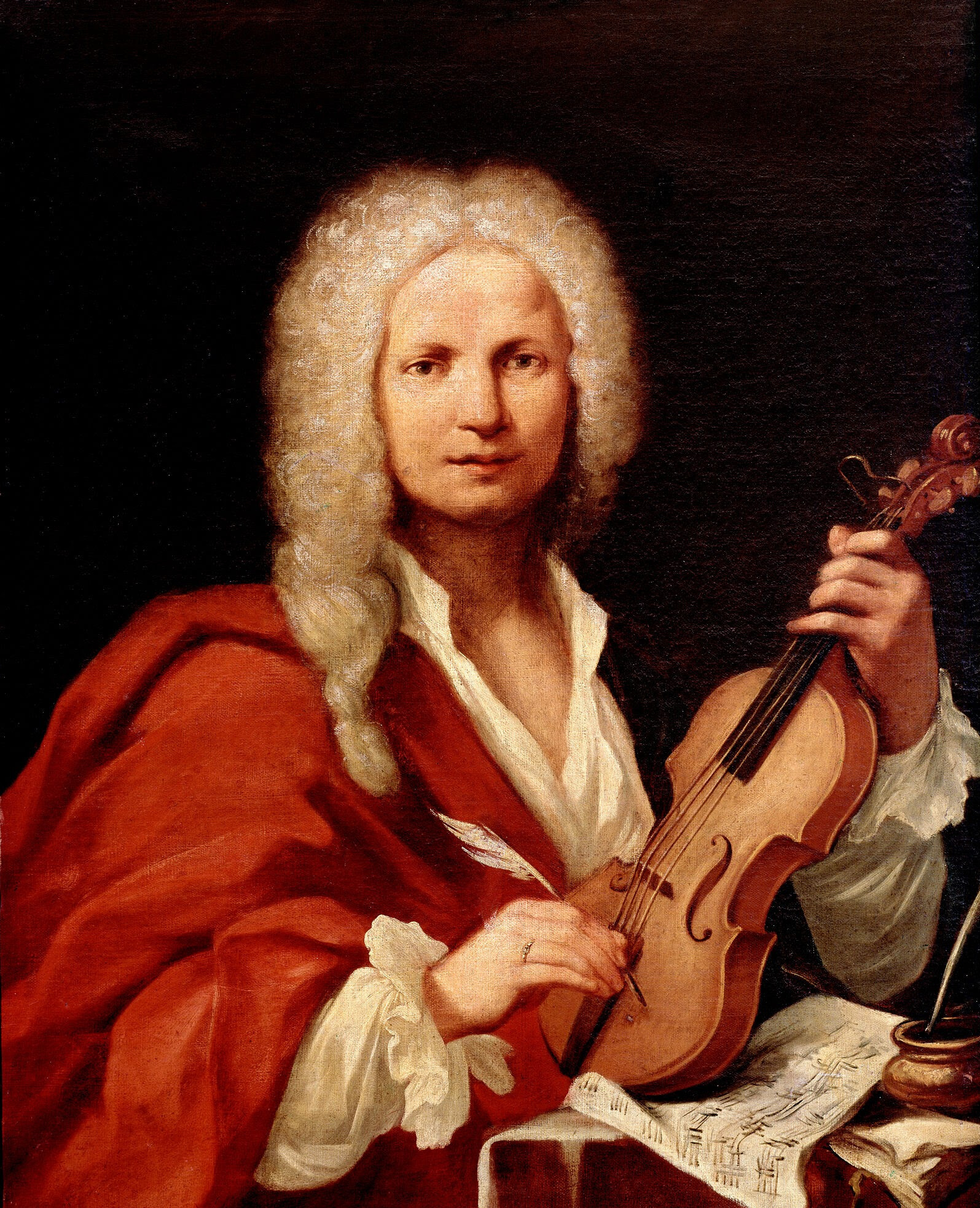
رسم يعتقد أنه لفيفالدي في المتحف الدولي ومكتبة الموسيقى في بولونيا

تُقسم فترة الباروك إلى ثلاث مراحل رئيسة: الأولى والوسطى والأخيرة. على الرغم من أنها تتداخل زمنيًا لكنها تعود بالتاريخ تقليديًا منذ عام 1580 إلى عام 1630 ومنذ عام 1630 إلى عام 1680 ومنذ عام 1680 إلى عام 1730.

### نشأة موسيقى الباروك (1580 – 1630)
كانت كاميراتا فلورنسا مجموعة من الإنسانيين والموسيقيين والشعراء والمفكرين في أواخر نهضة فلورنسا، وتجمّعوا تحت رعاية الكونت جيوفاني دي باردي من أجل مناقشة اتجاهات الفن وتوجيهها على وجه الخصوص في الموسيقى والدراما. في إشارة إلى الموسيقى، اعتمدت أفكارهم على تلقي الدراما الموسيقية الكلاسيكية (على وجه الخصوص اليونانية القديمة) التي أعطت قيمة للخطاب وإلقاء الخطبة. وهكذا، رفضوا استخدام المعاصرين للموسيقى البولفونية (خطوط الألحان المتعددة والمستقلة) وموسيقى الآلات وناقشوا آليات الموسيقى اليونانية مثل القصيدة الرثائية التي تتألف من الغناء المنفرد بمرافقة قيثارة (من الآلات الوترية القديمة).

## التأسيس

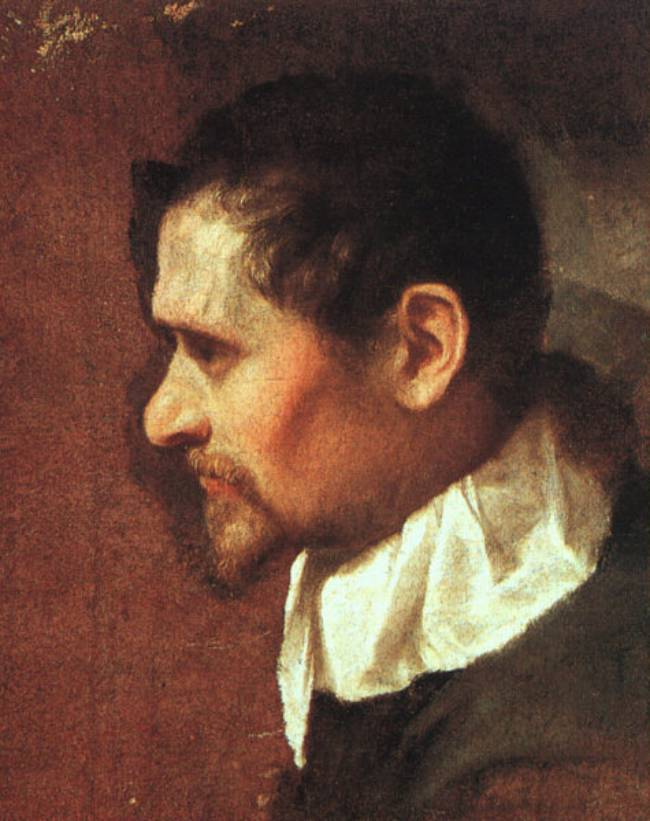
أنيبالي كراشي

أسس أنيبالي كراشي الذوق الإيطالي الباروكي لتزيين الأسقف بالأشكال الضخمة في مناظر تعطي انطباعا خادعا بالاتساع. وكان بيتربول روبنز، وهو أشهر فناني الباروك، قد صور عددًا كبيرًا من اللوحات التشكيلية كما صور موضوعات أسطورية وتكوينات زخرفية لأشكال ضخمة ذات حركة ديناميكية؛ وكان رمبرانت يرسم في ذلك الوقت في هولندا أعمالا كانت في الغالب متأثرة بكارافاجيو وروبنز. لكن رمبرانت استخدم تأثيرات الضوء ووضع ألوانه بحرية ليبرر الحالة العاطفية والنفسية. أما في إسبانيا فقد كان دييغو فيلازكيز هو أشهر الفنانين في ذلك الوقت. كان النحت يتميز بميل شديد للحركة نتيجة للمزج الدقيق بين الكتلة والفراغ إلى جانب استخدام مواد جديدة مثل الجص. وأكبر نحاتي هذا العصر هو جان لورنزو برنيني من إيطاليا. وقد عمل أولاً في الرخام فصمم النافورات وأجزاء من المعابد كما صنع التماثيل النصفية ونحت تماثيل واقفة بتراخٍ، اتصفت أعماله كلها بأن ملامحها كانت واقعية وتعطي إحساسا مسرحيا متوهجا

## عوامل ازدهار فن الباروك

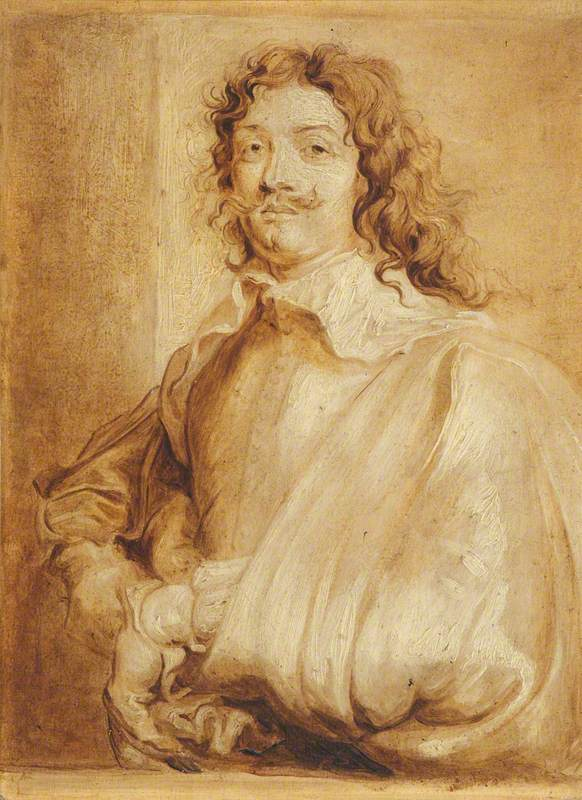
أدريان بروير (1605–1638) رسامًا فلمنكيًا باروكياً نشطَ في فلاندرز والجمهورية الهولندية في النصف الأول من القرن السابع عشر.

لقد ساعدت ثلاثة عناصر على تكوين أسلوب الباروك في الحياة الثقافية لأوروبا الغربية:
- ثورة الفنانين في أواخر القرن السادس عشر ضد فن عصر النهضة. فقد كان هذا الفن مقيدا، منمقا، واعتمد على التوازن التماثلي. أما المصورون التشكيليون، والمعماريون، والنحاتون الباروكيون فقد حققوا هذا التوازن بطريقة أكثر درامية وإثارة. فمثلاً يستطيع المهندس المعماري في عصر النهضة أن يتوصل إلى التوازن والجمال، باستخدام المساحات المستطيلة، بينما يستبدل المهندس الباروكي المساحات المقوَّسة بالمساحات المستطيلة.

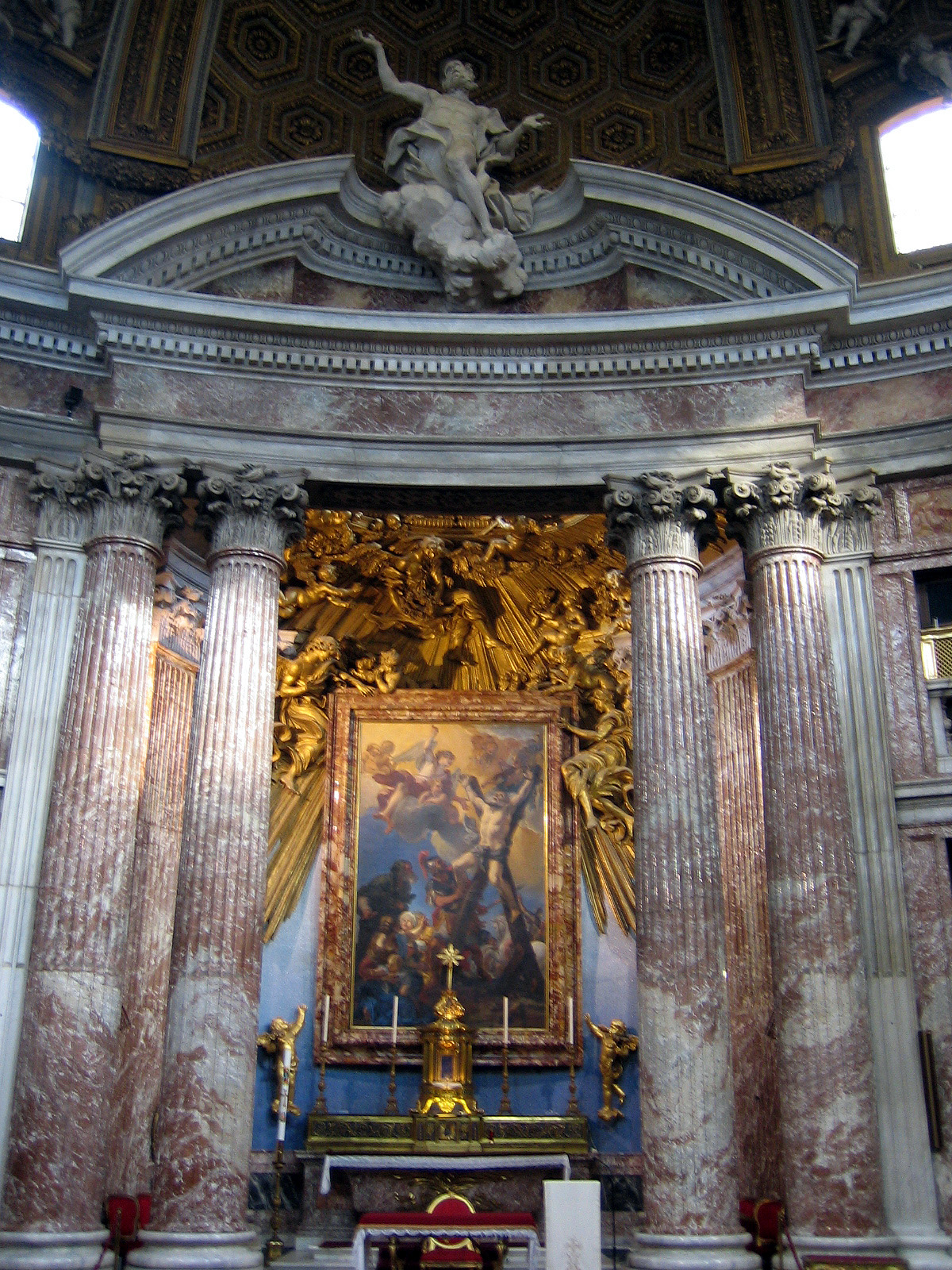
كنيسة سانت أندريا صممها جيان لورينزو

- رغب كثير من الحكام في أسلوب فني يمجد حكمهم وبأن تضخم أعمالهم وأن تمدح مناقبهم. فالقصور الباروكية الفخمة مثل قصر فرساي بفرنسا وقصر زفنجر في ألمانيا عبرت عن قوة وسلطة رئيس الدولة، ونتيجة لظهور الملكية المطلقة أصدر ملوك هذا القرن أوامرهم ببناء القصور الفخمة والكنائس فغدت الكنيسة تنعم برعاية هؤلاء الملوك.
- أثارت حركة سميت الإصلاح المضاد شعورًا بالحماس الديني في أوروبا ولذلك أدى الدين دور أساسي في نمو أسلوب الباروك، وذلك في أواخر القرنين السادس عشر والسابع عشرالميلاديين.

## خصائص فن الباروك
- إن فن الباروك طراز معقد يستمد من تعقده خصوبته فهو فن اللحظة الآنية وذروة الحركة السريعة مشحونة بالانفعالات الحزينة ويجمع في أسلوبه بين العظمة واللاواقع ويزخر بالألوان والاشكال المرسلة في الفضاء والتشكيلات المعمارية الخداعة.
- إن فن الباروك على صلة وثيقة ونشيطة مع البيئة بهدف تحويلها إلى منظر مقدس يذكر الإنسان بالإيمان أينما ولى وجهه.
- يميل فن الباروك نحو إظهارالحيويه والحركة وجيشان العاطفة على نقيض الإتجاه الكلاسيكى الذي كان يهدف إلى محاكاة جمال مادة العالم في صور متسقة تمثل الواقع.
- كان يستعين بكل ما يتحدى الوحدة المزعومة ويسعى إلى ايثار التوسع على التعمق وإلى التباين على الانسجام وإلى الإشادة بالكم المتكرر إلى ما لا نهايه.
- الباروك هو أسلوب في الرسم وطراز في المعمار بل هو ظاهرة ثقافية حيث التطور في تهجين الثقافات والطراز والاتصال الخصب بين طبائع متنوعة.
- يعبر فن الباروك في إيطاليا عن مثل أعلى سياسى ودينى، في فرنسا يعبر عن مثل أعلى سياسى محض، وفي إسبانيا يعبر عن مثل أعلى دينى.

## فنون الباروك

### المعمار

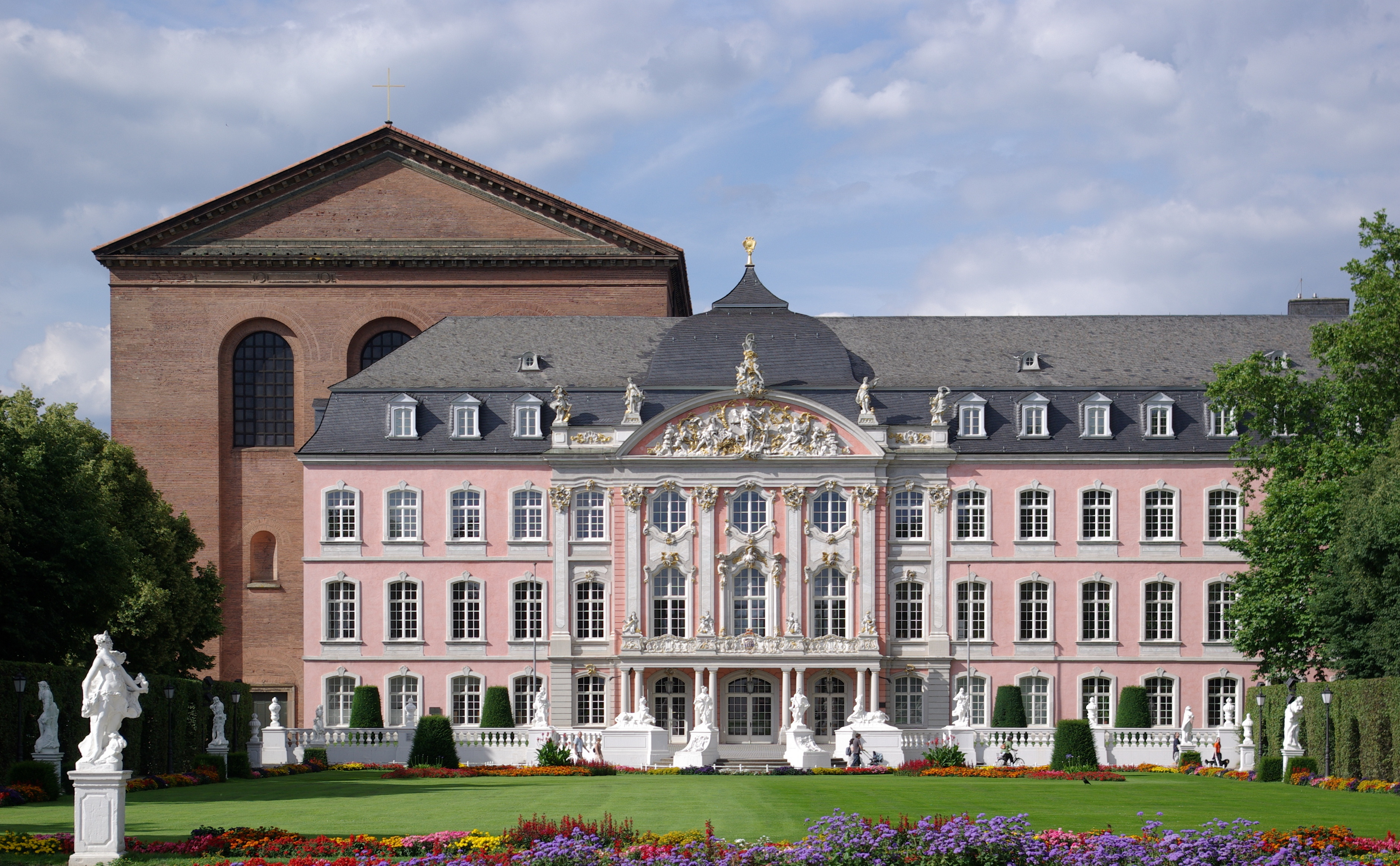
قصر ترير في ألمانيا

مَزَجَ هذا الفن عناصر الفن الكلاسيكي، وعصر النهضة، مثل الأعمدة والأقواس، وذلك باستخدام طرق جديدة، وحلت المساحات المقوَّسة محل المساحات المستطيلة المنتظمة. وأدى كل من النحت والتصوير التشكيلي الزيتي دورا أكبر في تصميم المباني وساعدا على الإيهام الكبيرة، وأدى الاهتمام بالعلاقة بين المباني وما يحيط بها من بيئة إلى تركيز أكثر على تخطيط المدن وتصميم المناظر الطبيعية بالمساحات. ومن أهم سمات التصميم الباروكي تكوين الحدائق الواسعة مثل حدائق قصر فرساي وهو القصر الريفي لملك فرنسا. وقد تم التحكم في الطبيعة في هذا التصميم فظهر في شكل متناسق على هيئة شلالات صغيرة، ونافورات، ومصاطب وأشجار. وكانت المباني الباروكية في النمسا وإسبانيا وأمريكا اللاتينية بوجه خاص مزخرفة ومعقدة. وكان فن المعمار الباروكي في فرنسا أكثر كلاسيكية وتنظيما. ومن أعظم المعماريين الذين تبنوا الأسلوب الباروكي الفنانان الإيطاليان جان لورينزو برنيني وفرانشيسكو بوروميني.

### التصوير التشكيلي

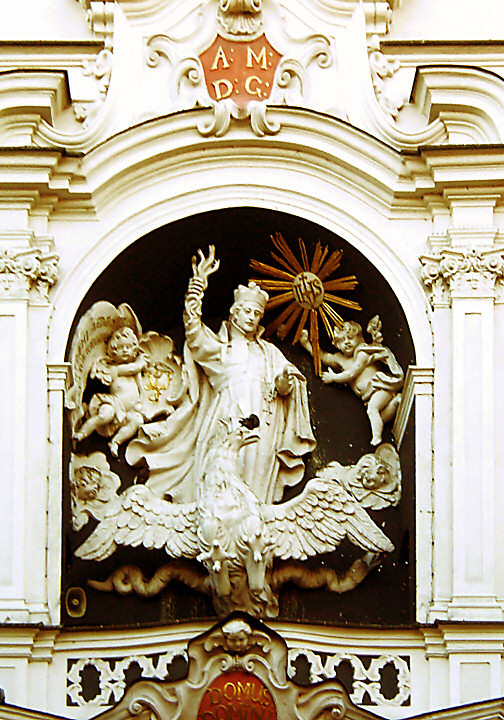

يعرض هذا الفن أشكالاً ذات مقاييس ضخمة وتكوينات غالبا ما تكون مرسومة بدون أي قيود. وقد طور الفنانون اتجاهات حديثة لموضوعات تقليدية. مارس مايكل أنجلو دا كارافاجيو أسلوبا ثوريا وهو يصور شخوصا واقعية دنيوية تتمشى مع تباين مثير للضوء والظل. أسس أنيبالي كراشي الذوق الإيطالي الباروكي لتزيين الأسقف بالأشكال الضخمة في مناظر تعطي انطباعا خادعا بالاتساع. وكان بيتربول روبنز، وهو أشهر فناني الباروك، قد صور عددًا كبيرًا من اللوحات التشكيلية كما صور موضوعات أسطورية وتكوينات زخرفية لأشكال ضخمة ذات حركة ديناميكية؛ وكان رمبرانت يرسم في ذلك الوقت في هولندا أعمالا كانت في الغالب متأثرة بكارافادجو وروبنز. لكن رمبرانت استخدم تأثيرات الضوء ووضع ألوانه بحرية ليبرر الحالة العاطفية والنفسية. أما في إسبانيا فقد كان دييغو فيلازكيز هو أشهر الفنانين في ذلك الوقت.

### النحت

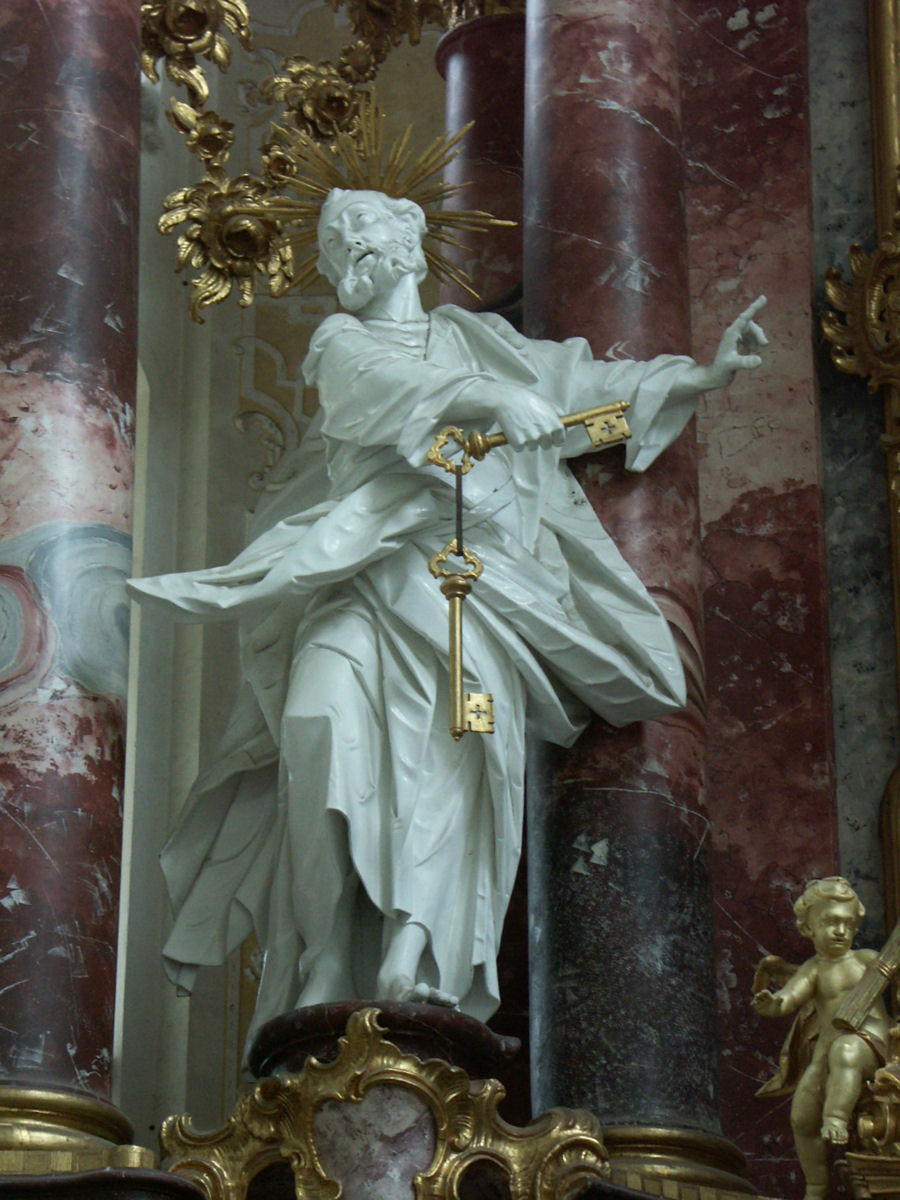

كان يتميز بميل شديد للحركة نتيجة للمزج الدقيق بين الكتلة والفراغ إلى جانب استخدام مواد جديدة مثل الجص. وأكبر نحاتي هذا العصر هو جان لورنزو برنيني من إيطاليا. وقد عمل أولاً في الرخام فصمم النافورات وأجزاء من المعابد كما صنع التماثيل النصفية ونحت تماثيل واقفة بتراخٍ، اتصفت أعماله كلها بأن ملامحها كانت واقعية وتعطي إحساسا مسرحيا متوهجا.
ارتبط فن النحت بالعمارة في عصر الباروك واعتمد على المبالغة والانفعال والتكلف.
ترجع أسباب التحول نحو الفن الباروكى في منتصف القرن السادس عشر للتغير الذي حدث في الأحوال الاقتصادية والاختراعات التكنيكية والميكانيكية الجديدة والاكتشافات الجغرافية مما أسفر عن تأثير عميق في عقلية شعوب أوروبا بشكل خاص.

### الموسيقى
انظر موسيقى الباروك
الموسيقى الباروكية هي تلك التي تعود إلى الفترة من سنة 1600 وحتى سنة 1750.
بدأت أول العلامات الدالة على العصر الباروكي تظهر في الموسيقى الإيطالية بشكل خاص، وهي التأثيرات اللونية التي ظهرت في صورتين:
- تعدد مجاميع الكورس أي كتل الأصوات البشرية التي تتبادل الغناء أو تتجاوب أو تتداخل مع بعضها.
- استعمال الهرمونية الكروماتيكية التي تميز بها المادريجال الإيطالى المتأخر.

وقد أكسب هذا التلوين النغمى شكلاً خاصاً للموسيقي في عصر الباروك.
ولعل أعظم ما تحقق في عصر الباروك في ميدان التأليف الموسيقي للآلات هي تلك الحلول التي أوجدها المؤلفون للمشكلة التي قامت بعد فطام موسيقيا الآلات من الغناء وتتلخص هذه المشكلة في كيفية كتابة مؤلفات طويلة بحيث تستطيع أن تستحوذ على انتباه المستمع ومشاعره. وكانت أهم تلك الحلول هي إيجاد تعادل مقنع بين العنصرين الجوهريين في كل عمل فنى يقوم على الإنشاء والبناء وهما: الوحدة، التنوع في التكرار والتجديد. وقد تميز عصر الباروك بكثرة الزخرفة في الموسيقى.
وفي عصر الباروك أيضاً توجد جذور القوالب الموسيقية وهي التي تختص بالهياكل الانشائية للمؤلفات الموسيقية المتنوعة مثل:
- سوناتا
- كونشيرتو
- فوغا

أهم المؤلفين الموسيقين في هذا العصر:
- أركانجلو كوريلي
- أنطونيو فيفالدي
- جان فيليب رامو
- يوهان سباستيان باخ
- كلاوديو مونتيفيردي
- جورج فريدريك هاندل